# Châtillon-sur-Marne
Châtillon-sur-Marne là một xã thuộc tỉnh Marne trong vùng Grand Est đông nam nước Pháp. Xã nằm ở khu vực có độ cao trung bình 148 mét trên mực nước biển.
Thị trấn nằm ở thung sông Marne, bao quanh bởi Parc Naturel de la Montagne de Reims. Xã nằm trong tỉnh lịch sử Champagne. 